# رضا حسن‌زاده (بازیکن فوتبال، درگذشته ۱۳۸۵)
رضا حسن‌زاده شبلی ، بازیکن فوتبال اهل تبریز بود که برای تیم تراکتورسازی بازی می‌کرد. وی در سال ۱۳۸۵ در جریان یک تصادف رانندگی در بندر عسلویه درگذشت.
رضا حسن زاده با  سپاهان قهرمان لیگ ایران شده است.

## روز حادثه تلخ
۱۳ اردیبهشت سال ۱۳۸۵ کاروان باشگاه تراکتورسازی برای بازی مقابل ایران‌جوان بوشهر باید با دو پرواز جداگانه به بوشهر می‌رفت این تیم قرار بود ابتدا راهی تهران شود و سپس این شهر را به مقصد بوشهر ترک کند.
اما لغو پرواز تیم تراکتورسازی به تهران باعث شد تا صدرنشین لیگ دسته یک، روز بعد با پرواز مستقیم به عسلویه سفر کند و قرار شد از آنجا نیز با یک دستگاه اتوبوس عازم بوشهر شود.
آماده نبودن اتوبوس سبب شد تعدادی از بازیکنان تیم تراکتورسازی از سرپرست تیم بخواهند با خودروهای سواری این مسیر ۴ ساعته را طی کنند و در نهایت کادر فنی و بازیکنان تیم تراکتورسازی سوار بر ۷ خودرو از عسلویه راهی بوشهر شدند.
هنوز ساعتی از این سفر زمینی نگذشته بود که کامیونی بدون توجه به خودروهای عبوری وارد جاده شده و یکی از سواری‌های کاروان تراکتور به شدت با آن تصادف کرد.
رضا حسن‌زاده در جلو نشسته و ناصر فرشباف و سلمان تاجدار در صندلی عقب بودند حسن‌زاده به شدت به شیشه خودرو برخورد کرده و در حالی که در ابتدا هوشیاری داشته و قادر به تکلم بوده بعد از دقایقی به کما رفت و وی را به بیمارستان انتقال دادند.
حسن‌زاده پس از منتقل شدن به بیمارستان فاطمه الزهرا بوشهر تحت مراقبت‌های ویژه قرار گرفت و در حالی که حدود ۱۰ روز در کما بود، در اولین ساعات بامداد روز ۲۴ اردیبهشت ماه سال ۱۳۸۵ بر اثر وخیم شدن حالش، در ۳۳ سالگی دار فانی را وداع گفت.